# État qasimide
Pour les articles homonymes, voir Imamat (homonymie).
1597–1872
Entités précédentes :
- Empire ottoman (eyalet du Yémen)

Entités suivantes :
- Empire ottoman (vilayet du Yémen)
- Compagnie britannique des Indes orientales (établissement britannique d'Aden (en))

L'État qasimide ou imamat zaïdite du Yémen est un État qui a existé de 1597 à 1872 dans l'actuel Yémen. Il est fondé au tournant des XVIe et XVIIe siècles par les imams zaïdites, branche de la lignée alide issue des Rasides (en) du Moyen Âge, qui professe une forme locale du chiisme. Qasim ben Muhammad puis son fils Al-Mu'ayyad Muhammad chassent les Ottomans et mettent fin en 1635 à la domination ottomane au Yémen. Leur dynastie forme un État indépendant, couvrant l'ensemble du Yémen, enrichi par la culture du café dont il a pratiquement le monopole jusqu'au milieu du XVIIIe siècle. Au XIXe siècle, l'affaiblissement du pouvoir des imams ouvre le pays aux ambitions étrangères : Méhémet Ali, gouverneur semi-indépendant de la province ottomane d'Égypte, cherche à étendre son pouvoir sur le Yémen tandis que la Compagnie britannique des Indes orientales s'empare d'Aden en 1839. À partir de 1849, les Ottomans entreprennent la seconde conquête du Yémen et prennent Sanaa en 1872. La province ottomane du Yémen, malgré une série de révoltes, dure jusqu'à la Première Guerre mondiale. Une branche issue des Qasimides se rend autonome à partir de 1911 dans les hautes terres du Yémen et, lors du démembrement de l'Empire ottoman, se voit reconnaître la souveraineté sur l'ensemble du Yémen du Nord qui devient le royaume mutawakkilite du Yémen.

## Origines
Les hautes terres du Yémen, depuis le Moyen Âge, servaient de refuge à la lignée des Zaïdites (Rasides (en)), descendants du calife Ali et de son épouse Fatima, fille du prophète Mahomet. Leurs partisans professent une forme locale du chiisme qui, au lieu de croire à l'avènement futur d'un « imam caché » pour rétablir la justice sur Terre, attachent leur croyance à un imam vivant de la lignée alide. Une autre branche du chiisme, l'ismaélisme, a des partisans dans l'intérieur du pays.
Le premier imam a été intronisé par les tribus, pour servir de médiateur entre eux. Ainsi, la plupart du temps, l'imam a plus été un médiateur plutôt qu'un souverain gouvernant le pays.
Après la conquête du sultanat mamelouk d'Égypte en 1517, l'Empire ottoman cherche à étendre sa souveraineté sur les pays de la mer Rouge, jusque-là vassaux des Mamelouks, et notamment sur le Yémen. La garnison mamelouke du Tihama, sur la côte ouest, venait de mener une expédition victorieuse contre les émirs  tahirides du Yémen : elle fait nominalement allégeance aux Ottomans mais les mutineries, l'assassinat de plusieurs commandants et la résistance des habitants ne permettent pas aux Ottomans de mettre en place une administration viable. En 1525, ils occupent Zabid puis Mokha, mais la mésentente entre leurs commandants les conduit à abandonner le pays en 1527.

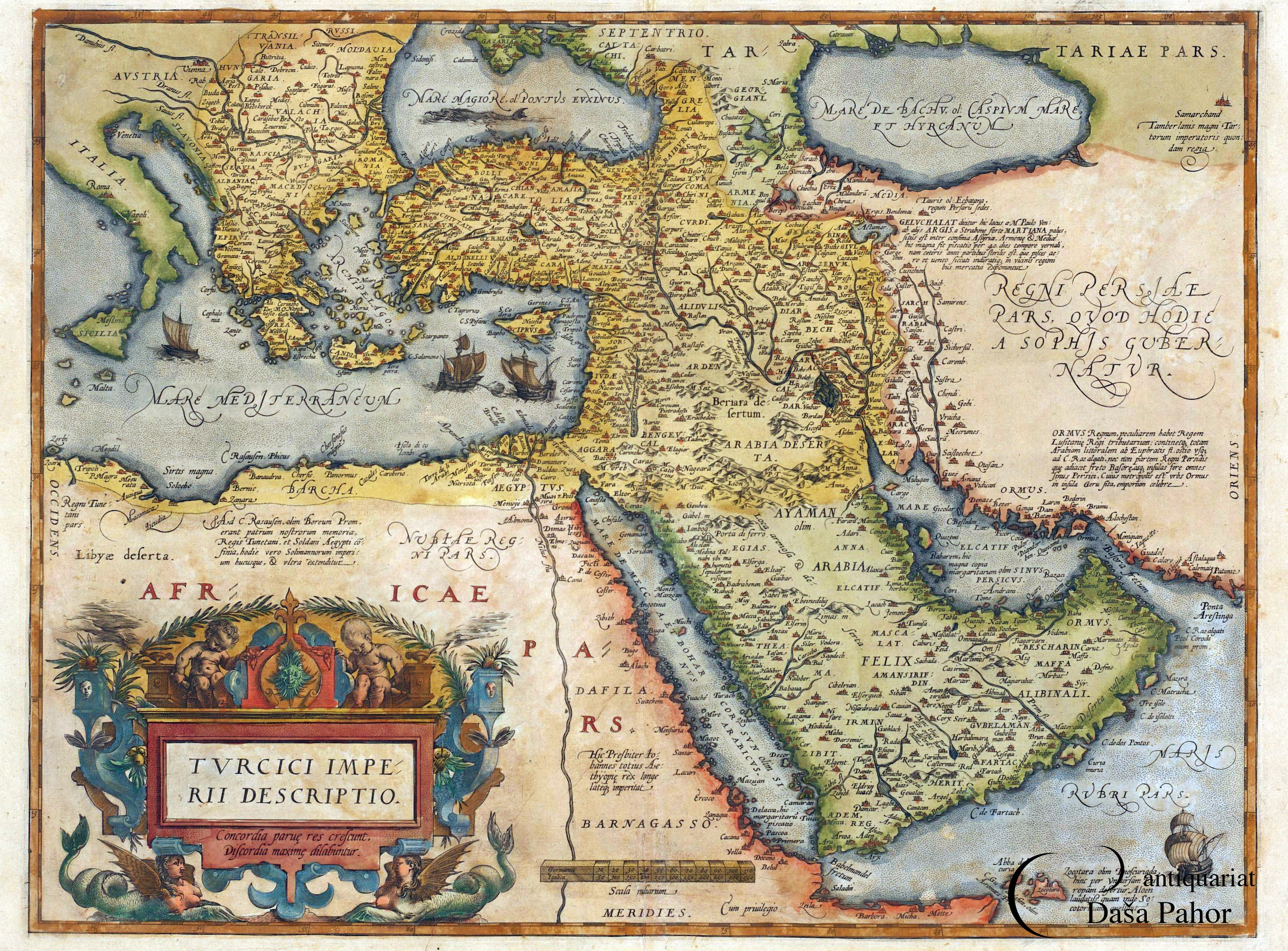
L'Empire ottoman avec l'Arabie Heureuse (Arabia Felix) ou Yémen, les districts de Zabid et Aden, carte d'Abraham Ortelius, Anvers, 1570.

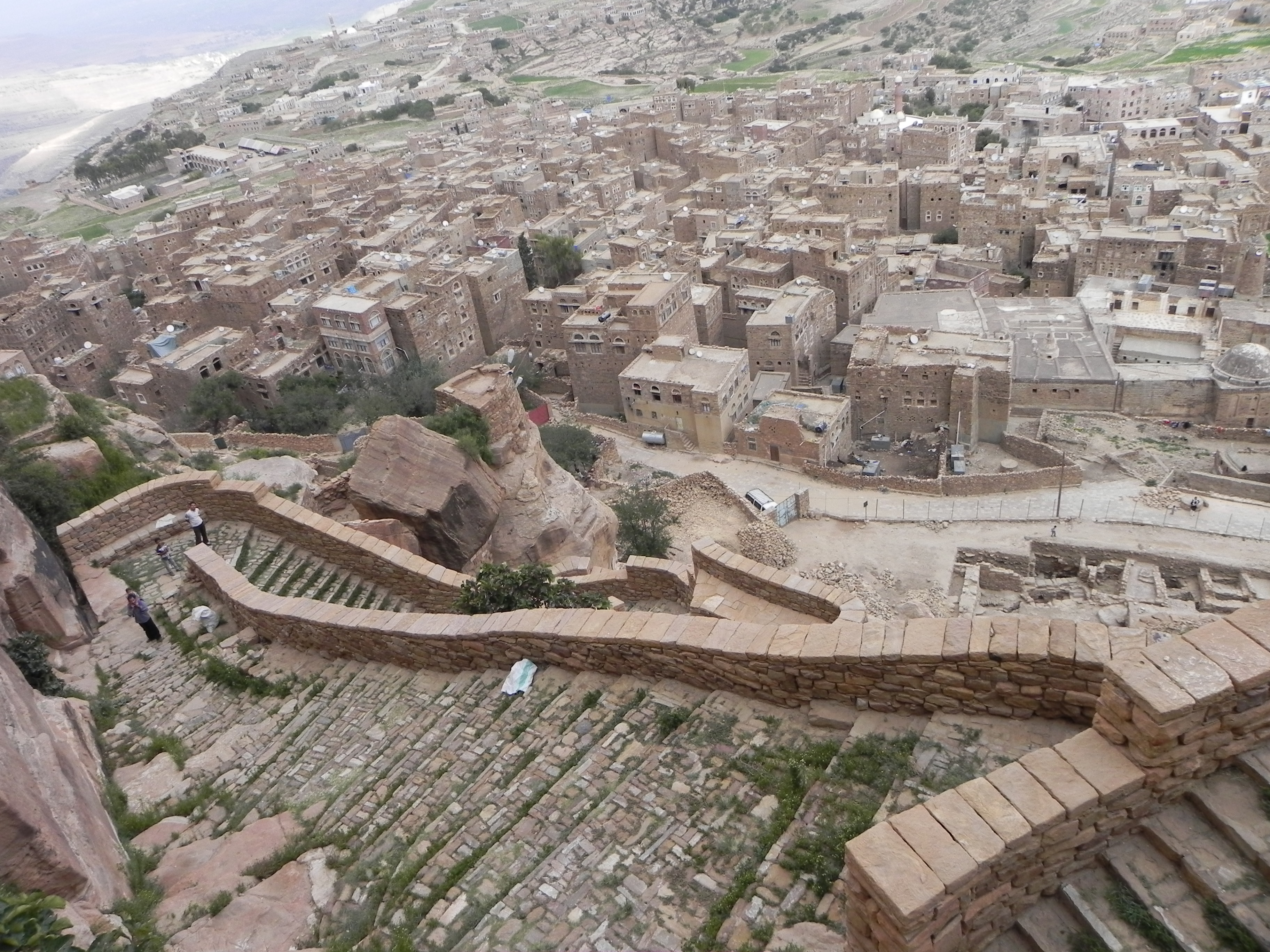
Les escaliers conduisant à la citadelle de Thula en 2013.

Ce vide politique est mis à profit par Yahya Sharaf al-Din (en), imam zaïdite de Sanaa, qui étend temporairement son autorité sur une grande partie du pays. Mais, de 1531 à 1534, Yahya Sharaf al-Din doit combattre un imam rival basé à Sa'dah ; un conflit interne oppose Yahya Sharaf al-Din à son fils Al-Mutahhar (en). En 1538, les Ottomans reprennent l'offensive et s'emparent de Ta'izz, puis en 1547 de Sanaa.
Une guérilla conduite par Al-Mutahhar fils de Yahya Sharaf al-Din, tient les Ottomans en échec et les rejette vers la côte. La guerre sainte zaïdite détourne les forces des Ottomans et les oblige à réduire l'ampleur de leurs expéditions navales dans l'océan Indien contre les Portugais. En 1552, Al-Mutahhar accepte de se reconnaître vassal des Ottomans avec le titre de sandjakbey ; il fixe sa résidence à Thula. Dès 1553, le général ottoman Özdemir Pacha entreprend la reconquête du Yémen en profitant des rivalités qui opposent Yahya Sharaf ad-Din (qui meurt en 1558) à son fils et à d'autres prétendants au titre d'imam.
L'affermage des impôts et la réforme monétaire introduits par les Ottomans sont profondément impopulaires et, en 1566, Al-Mutahhar prend la tête d'une nouvelle révolte. Les Ismaélites sont divisés entre les camps zaïdite et ottoman ; beaucoup choisissent d'émigrer en Inde. Al-Mutahhar meurt en 1572. La même année, les Ottomans reprennent Sanaa. Les luttes entre prétendants zaïdites permettent aux Ottomans de rétablir leur autorité sur la province ; en 1597, ils font construire à Sanaa la grande mosquée sunnite al-Bakiriyya,.

## La montée des Qasimides
Également en 1597, Qasim ben Muhammad prend le titre d'imam zaïdite au Jabal Qara, près de Saada, et lance une nouvelle révolte contre les Ottomans. D'abord battu, il se réfugie au Jabal Ahnum ; il obtient le ralliement des tribus de l'intérieur et de l'imam rival de Thula et, en 1598, chasse la garnison ottomane d'Amran. À la fin de l'année, les Ottomans sont chassés du haut pays où ils ne tiennent plus que Sanaa et Saada ; en janvier 1599, Ali al-Jazairi Pacha, gouverneur du Habesh (Érythrée), débarque avec son armée pour réprimer la révolte. L'imam, qui a pris le titre d'al-Mansur (« Victorieux »), se retire une fois de plus au Jabal Ahnum mais Ali al-Jazairi Pacha est tué en août 1600. Les Ottomans gardent seulement le contrôle de la côte.
En 1608, le gouverneur ottoman Jaafar Pacha signe une trêve de 10 ans avec l'imam Al-Mansur al-Qasim et tente un rapprochement doctrinal avec les Zaïdites. Entre 1610 et 1614, tandis que le pouvoir ottoman est affaibli par une mutinerie de ses troupes, les Anglais puis les Hollandais tentent de s'établir sur la côte ; ces derniers fondent un petit comptoir à Shihr dans l'Hadramaout. En 1618, Anglais et Hollandais obtiennent le droit de commercer dans les ports du Yémen.
Al-Mansur al-Qasim meurt en 1620 ; son fils Al-Mu'ayyad Muhammad lui succède. À la suite de l'assassinat d'un cadi zaïdite, la guerre reprend en octobre 1626 : la garnison ottomane est assiégée dans Sanaa et tout l'intérieur du pays, depuis Abou Arish et Ta'izz jusqu'à Abyan, Lahidj et Aden, se rallie à l'imam. Les Ottomans évacuent Sanaa en 1629 et se replient vers Zabid. Après une dernière contre-attaque ottomane en 1634, al-Hasan, frère de l'imam Al-Mu'ayyad Muhammad, mène l'offensive finale vers la côte où les Ottomans évacuent leurs dernières places, Zabid et Mokha, en 1635.

## L'apogée de l'imamat zaïdite

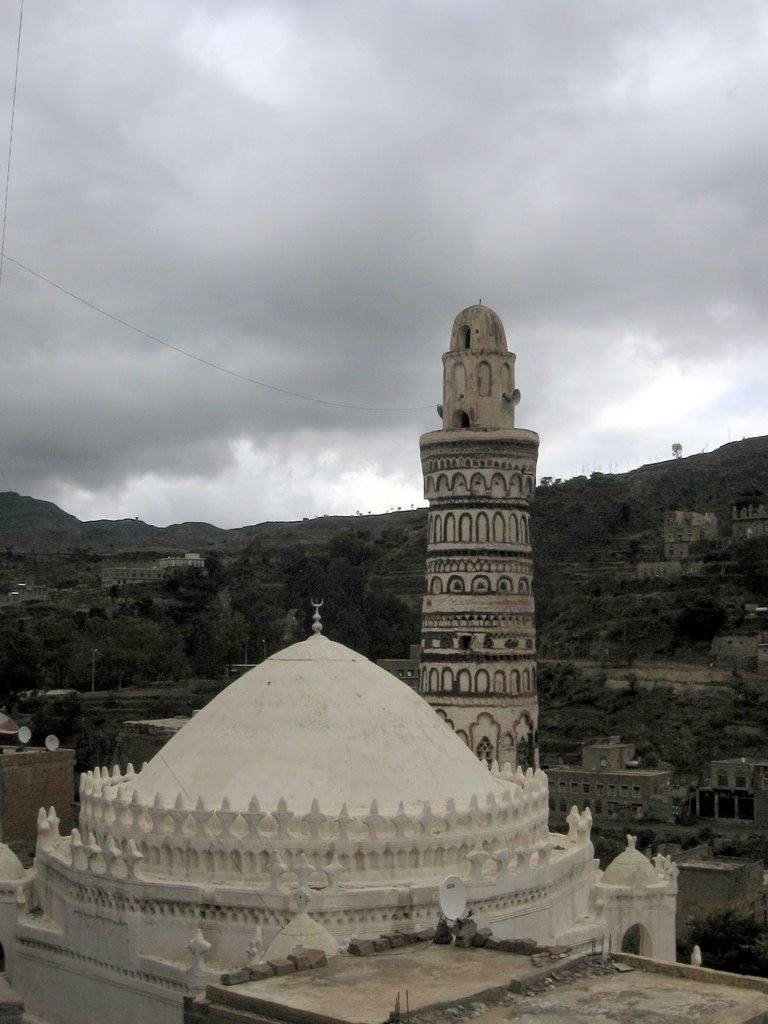
Mosquée de Jibla, fondée au VII.

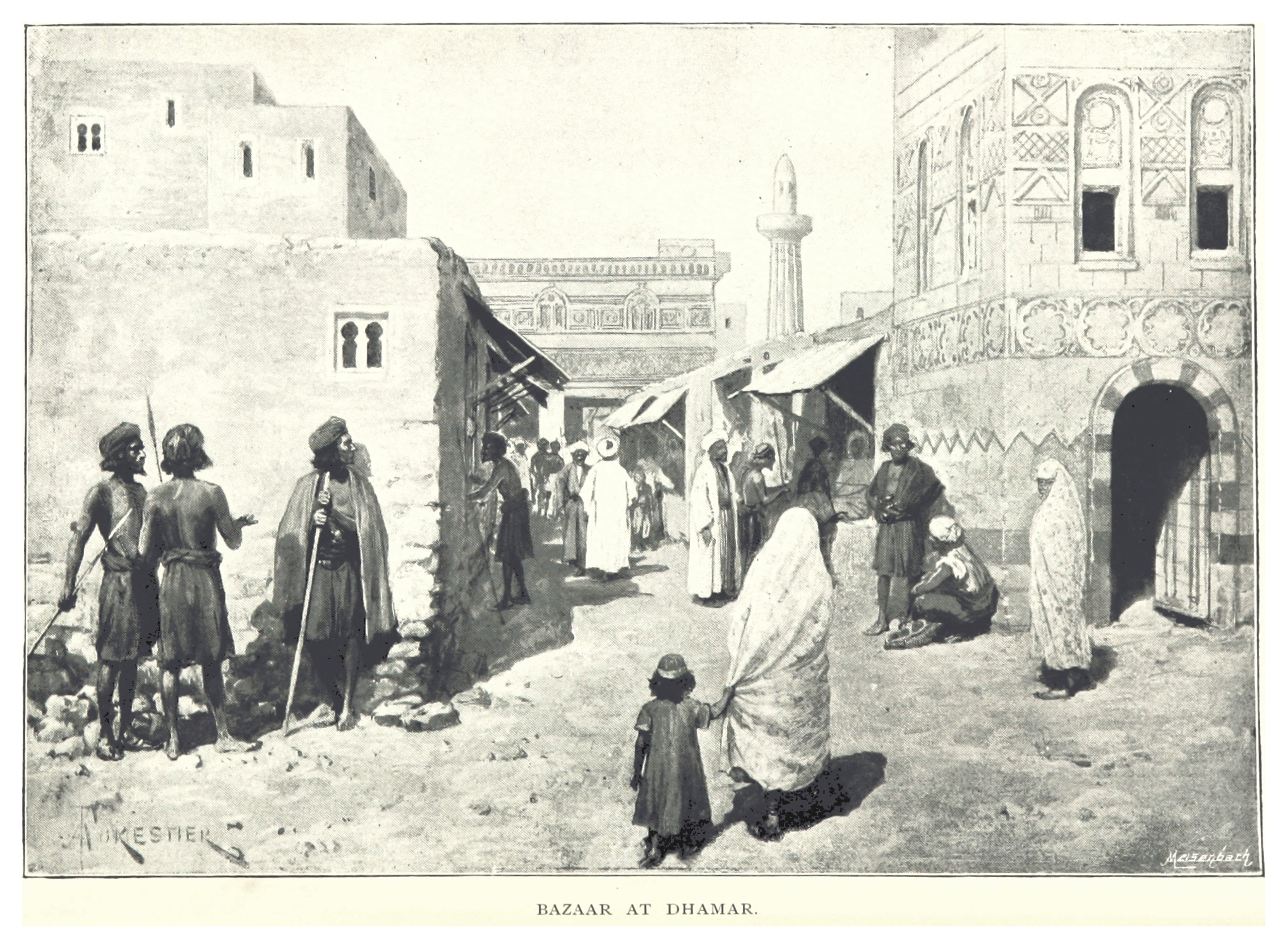
Marché à Dhamar, dessin de Walter Burton Harris, 1893.

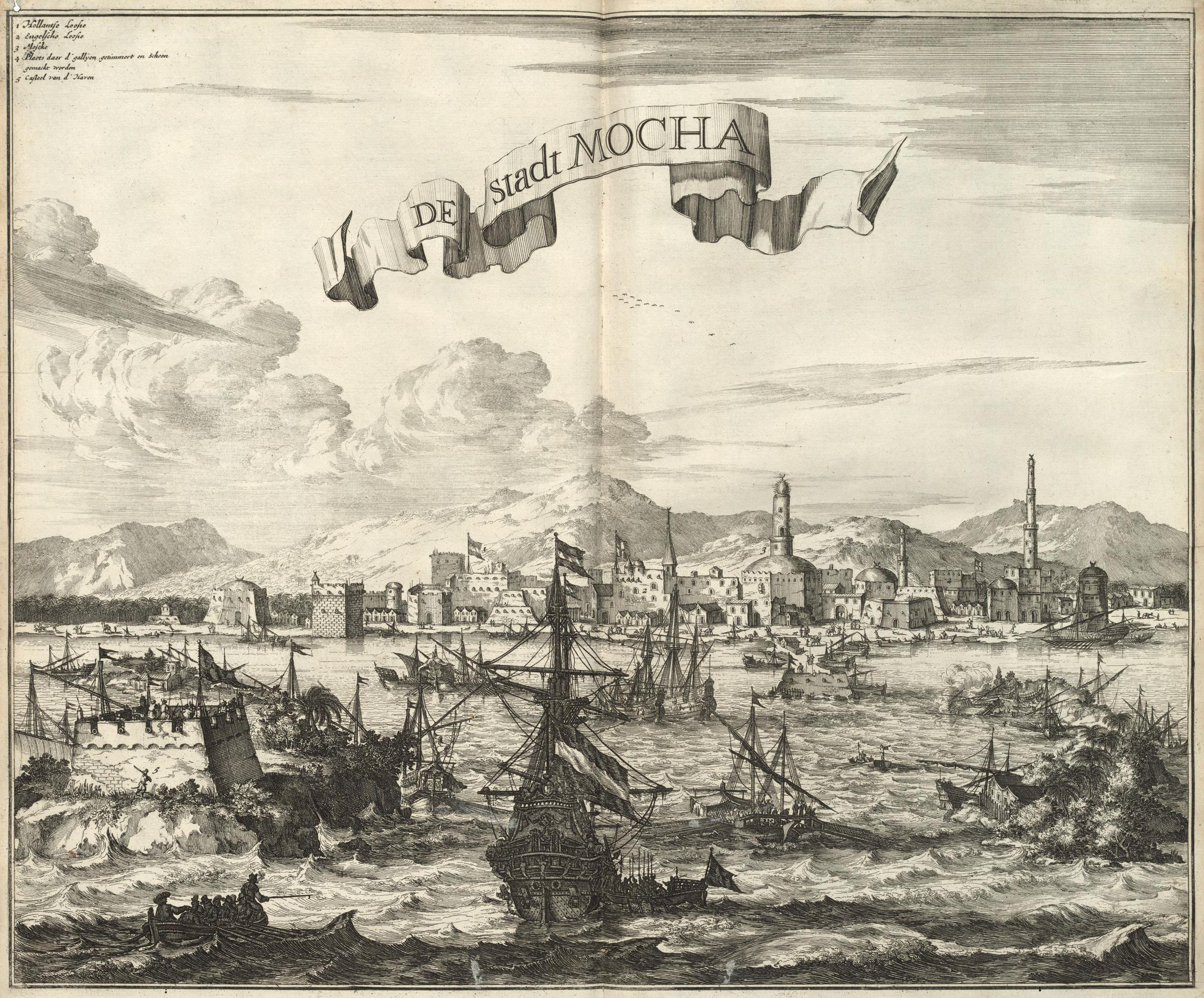
Le port de Mokha, gravure de Jacob van Meurs, 1679.

La victoire d'Al-Mu'ayyad Muhammad, fils d'Al-Mansur al-Qasim, établit un pouvoir dynastique stable qui durera jusqu'à la seconde conquête ottomane en 1872. La mort d'Al-Mu'ayyad Muhammad en 1644 ouvre une nouvelle phase de querelles dynastiques mais son frère Al-Mutawakkil Isma'il (en) rétablit l'unité du pouvoir ; pendant son règne, qui dure jusqu'en 1676, l'imamat étend son autorité jusqu'à Aden et à l'Hadramaout. L'imam Isma'il établit des relations diplomatiques avec l'Éthiopie et l'Empire moghol de l'Inde et s'assure de la fidélité des tribus en leur versant des subsides. L'économie est prospère grâce au développement de la culture du café. Ce nouveau produit, originaire d'Éthiopie, devient un important objet d'exportation vers l'Égypte et le bassin méditerranéen ; le Yémen en garde pratiquement le monopole jusqu'au milieu du XVIIIe siècle. Les Qasimides cherchent l'alliance des Séfévides chiites d'Iran et du roi chrétien Fasiladas d'Éthiopie, également ennemis des Ottomans, mais l'affaiblissement du pouvoir éthiopien par le morcellement féodal ne permet pas à cette alliance d'aboutir.
La période qasimide voit le rétablissement de la primauté religieuse chiite. Les mosquées sunnites construites par les Ottomans, qui présentent d'importantes différences d'architecture et de rituel avec les mosquées zaïdites, sont souvent détruites ou abandonnées. Celles qui subsistent sont parfois ornées d'inscriptions empruntées au dogme chiite : « Ali est le wali de Dieu », « Fatima, éclat du soleil », 
« Hassan et Hussein, l'élite de Dieu ».
Cette période est également marquée par une certaine dégradation de la condition des Juifs yéménites, minorité présente depuis l'époque préislamique. Alors qu'ils avaient bénéficié d'une large tolérance sous le régime ottoman, ils perdent le droit de préemption sur une propriété mitoyenne, celui de vendre de la viande abattue selon le rituel juif à leurs voisins musulmans, et sont désavantagés dans le témoignage en justice. Sous le règne d'Al-Mutawakkil Isma'il, de nombreux Juifs se convertissent à l'islam pour échapper aux brimades.
Cette défaveur n'empêche pas le rabbin et poète Shalom Shabazi (en) (1619-1720) de composer plusieurs poèmes en l'honneur de Hassan, frère de l'imam Al-Mutawakkil Isma'il, puis d'Ahmad (en), fils de Hassan, à l'occasion de la prise d'Aden sur les Portugais en 1661 et de ses victoires dans l'ouest et le sud du Yémen. La situation des Juifs semble avoir été meilleure dans la région méridionale autour de Ta'izz, administrée par Hassan et où vivait Shalom Shabazi, que dans le reste du Yémen ; dans un poème, le rabbin décerne à Hassan le titre de Khalifat Rasoul Allah (« successeur de l'envoyé d'Allah »), réservé au calife et à l'imam, et dit de lui : « Il ramena la quiétude au cœur de ceux qui étaient plongés dans la crainte / après qu'ils eurent été humiliés ». Cependant, l'apparition au Yémen du mouvement messianique juif de Sabbataï Tsevi provoque une crise dans le judaïsme : Shalom Shabazi prédit l'avènement du Messie pour la Pâque de 1666. Les autorités zaïdites se montrent préoccupées de cette agitation qui contrevient aux règles de discrétion imposées aux dhimmis et des émeutes contre les Juifs éclatent à Sanaa et à Kawkaban ; le gouverneur de Sanaa et l'imam Isma'il finissent par rétablir la protection accordée aux Juifs. Un édit de 1667 interdit aux Juifs le port du turban, désormais réservé aux musulmans. Lorsque Al-Mahdi Ahmad (en), fils de Hassan, succède comme imam à son oncle Al-Mutawakkil Isma'il en 1676, les Juifs connaissent une période de persécution : en 1679-1680, ils sont déportés à Mawza, près de Ta'izz.
En 1728 ou 1731, un chef de Lahij, dans le sud, se rend indépendant et s'empare d'Aden ; en 1740, il fonde le sultanat de Lahij.
Dans la seconde moitié du XVIIIe siècle, le développement de la culture du café dans les colonies européennes d'Indonésie et des Antilles vient concurrencer le monopole yéménite et saper les bases économiques de l'imamat.

## Lent déclin et chute

### Entre Wahhabites, Égyptiens et Britanniques

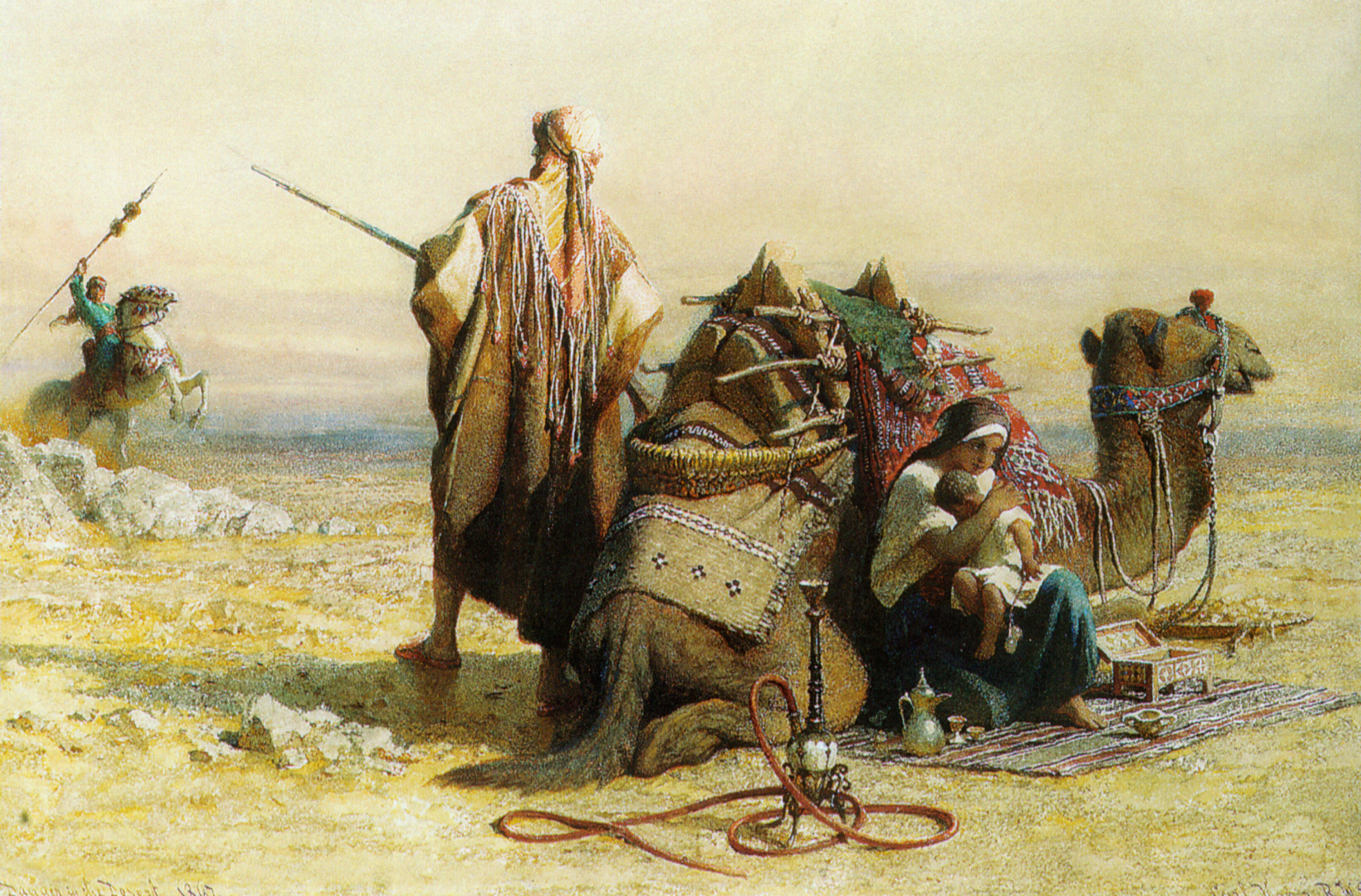
Les Bédouins d'Arabie, guerriers du wahhabisme. Peinture de Carl Haag, 1867.

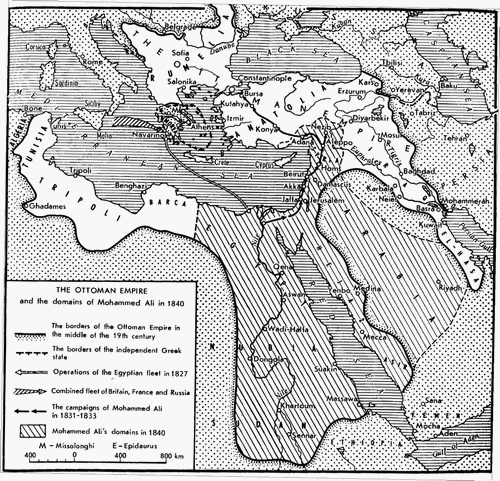
Territoires gouvernés par Méhémet Ali (hachurés) en 1840.

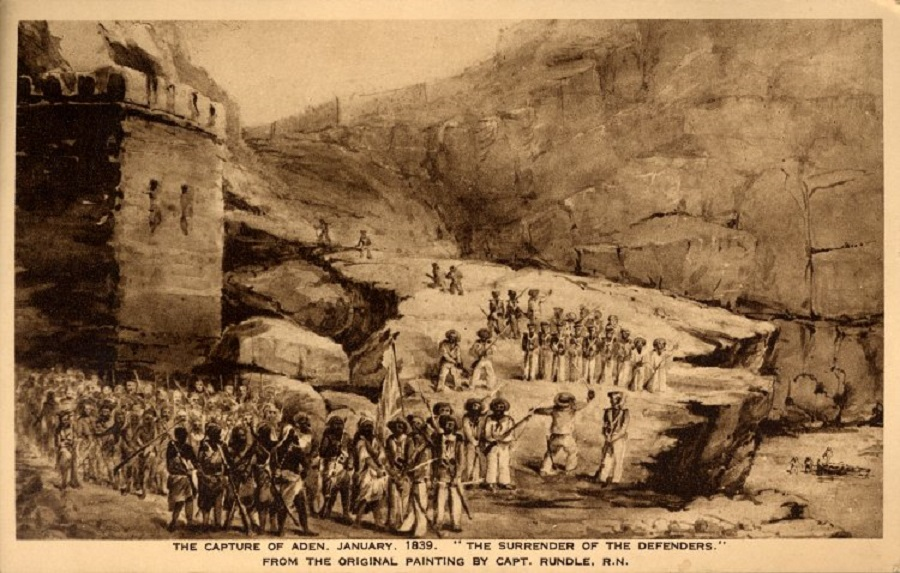
La reddition d'Aden aux Britanniques en 1839, carte postale du début du XXe s.

À partir de 1803, le mouvement politico-religieux radical des Wahhabites se répand dans la péninsule arabique et menace à la fois l'autorité de l'Empire ottoman et celle des imams qasimides. En 1804, les Wahhabites s'emparent de Médine et La Mecque et détruisent les tombes saintes, contraires à leur conception réformée de l'islam. Makrami, cheikh de Najran, fait allégeance au wahhabisme et guerroie contre les imams du Yémen. Il est bientôt imité par Abd-el Hakal surnommé Abou Nokta (« le Borgne »), chef des Banou Asir, qui était alors en conflit avec le chérif Hamoud, chef d'Abou Arish et maître de la région côtière entre Konfoda et Bait al Faqih. Hodeïda et Lohaya sont pillées par les Wahhabites, Bait al Faqih paie une forte contribution pour échapper au même sort et Hamoud doit se rallier au wahhabisme. L'imam Al-Mansur Ali, âgé de 78 ans pour le moins et mentalement affaibli, est surtout préoccupé par le choix d'un successeur entre ses 9 fils et n'est guère en état de s'opposer aux ambitions rivales de Hamoud et Abou Nokta. Mais, en 1809, Ahmad, fils aîné de l'imam, prend le pouvoir en reléguant son père et fait alliance avec Hamoud qui se retourne contre les Wahhabites ; avec des troupes et subsides fournis par l'imam, Hamoud livre bataille à Abou Nokta et le tue. Après ce succès, Ahmad envoie une armée de 5 000 hommes contre Sultan Hassan, gouverneur de Mokha, qui refuse de reconnaître son autorité et lève une armée de 3 000 hommes : la bataille est sur le point d'éclater quand la mort du vieil imam fait d'Ahmad le titulaire légitime de l'imamat sous le nom d'al-Mutawakkil Ahmad. Sultan Hassan fait alors sa soumission ; Ahmad accorde une amnistie et une remise d'impôts.
Après une longue éclipse, les Ottomans songent à rétablir leur autorité sur l'Arabie du Sud pour se débarrasser du danger wahhabite. En 1818, le général Ibrahim Pacha, à la tête d'une armée fournie par son père, le pacha d'Égypte Méhémet Ali, mène une campagne victorieuse contre l'émirat wahhabite de Dariya et détruit sa capitale,. Méhémet Ali avait sommé le gouverneur de Mokha de lui fournir des vaisseaux de transport pour ses troupes, ce que le gouverneur était hors d'état de faire, n'ayant ni vaisseaux, ni argent pour s'en procurer. Un corps de renfort égyptien de 2 500 hommes, commandé par Khalil Pacha, débarque en Arabie en 1819 ; arrivé trop tard pour prendre part à la prise de Darya, il est envoyé faire campagne contre Mohammed, émir wahhabite d'Abou Arish, qui est vaincu et fait prisonnier. Les troupes égyptiennes évacuent ensuite le Yémen en remettant les villes prises, Konfoda et Lohaya, sous l'autorité de l'imam. Aïd ben Muslat, émir des tribus Banu Mughayd  d'Asir qui avaient fait allégeance aux Wahhabites, se reconnaît vassal des Ottomans en 1823,.
Dans les années 1830, le développement de la navigation à vapeur amène la Compagnie britannique des Indes orientales à chercher de nouvelles positions portuaires comme escales et entrepôts de charbon. Le 16 janvier 1839, les Britanniques occupent Aden et, en juin, signent un traité avec le sultan de Lahij qui garantit la sécurité de l'arrière-pays moyennant un subside annuel de 6 500 thalers de Marie-Thérèse, monnaie d'usage général dans la péninsule arabique. La population d'Aden, qui était tombée à un millier d'habitants au XVIIIe siècle, dépasse 30 000 personnes vers 1850.
Un visiteur britannique, en 1823, décrit le gouvernement de l'imam comme excessivement faible et obligé d'acheter la paix aux chefs de tribu en leur versant des subsides pour un total annuel de 100 000 dollars.
La guerre égypto-ottomane de 1831-1833 permet à Méhémet Ali d'accroître considérablement sa puissance en s'emparant de la Syrie ottomane et de se rendre presque indépendant ; cependant, des affrontements opposent les commandants des troupes égyptiennes en garnison au Hedjaz et l'un d'eux, avec des navires réquisitionnés, tente de s'emparer de Kondofa, qui refuse de lui ouvrir ses portes, puis de Hodeïda, qui capitule après quelques coups de canon en septembre 1832 ; il s'empare ensuite de Zabid et de Mokha, où il saisit quelques bateaux en provenance de l'Inde. Le chef des mutins, Mohammed Agha dit Turkchi Bilmas, se réclame du sultan ottoman ; le général égyptien Ahmed Pacha est envoyé par Méhémet Ali avec 15 000 hommes en mars 1833 pour reprendre en main la province en faisant alliance avec l'imam de Sanaa. Ali ibn Meyethel, émir d'Asir, après avoir tenté de s'allier avec Turkchi Bilmas, se retourne contre lui et l'assiège dans Mokha, bloquée du côté de la mer par la flotte égyptienne. Les soldats de Turkchi Bilmas tentent de s'enfuir par mer sur des embarcations de fortune mais la tempête noie la plupart d'entre eux. Mokha est mise au pillage par les Bédouins d'Asir qui tuent et dévalisent plusieurs marchands indiens. L'émir d'Asir, qui aurait voulu garder Mokha pour lui, est obligé de la rendre à Ahmed Pacha.
Entre 1837 et 1840, les dissensions au sein de la famille régnante qasimide permettent aux Égyptiens d'occuper Ta'izz et Méhémet Ali demande à l'imam An-Nasir Abdallah de lui faire sa soumission, ce qu'il refuse. Mais, en 1840, la deuxième guerre égypto-ottomane entraîne une intervention des puissances européennes qui ordonnent à Méhémet Ali d'évacuer toutes ses conquêtes en Syrie et en Arabie. Les garnisons égyptiennes évacuent le Yémen, ce qui crée une période de confusion : une courte guerre oppose le chérif de la Mecque à l'émir d'Asir pour la possession de la Tihama. Hodeïda est rançonnée par les troupes d'Asir et Mokha par celles du chérif.
Entre octobre et décembre 1840, une révolte survient dans la région de Ta'izz à l'appel de Fakih Saïd, un agitateur religieux qui se présente comme le Mahdi el-Monteher ou « régénérateur de la foi », envoyé par Dieu pour rétablir la pureté de la religion, abolir les impôts et chasser les Britanniques d'Aden ; il promet à ses fidèles de les rendre invulnérables. L'imam envoie contre lui une armée de 20 000 hommes ; les tribus qui s'étaient ralliées au Mahdi font défection et il est tué dans une bataille à Denwah.

### Les derniers jours de l'Arabie heureuse

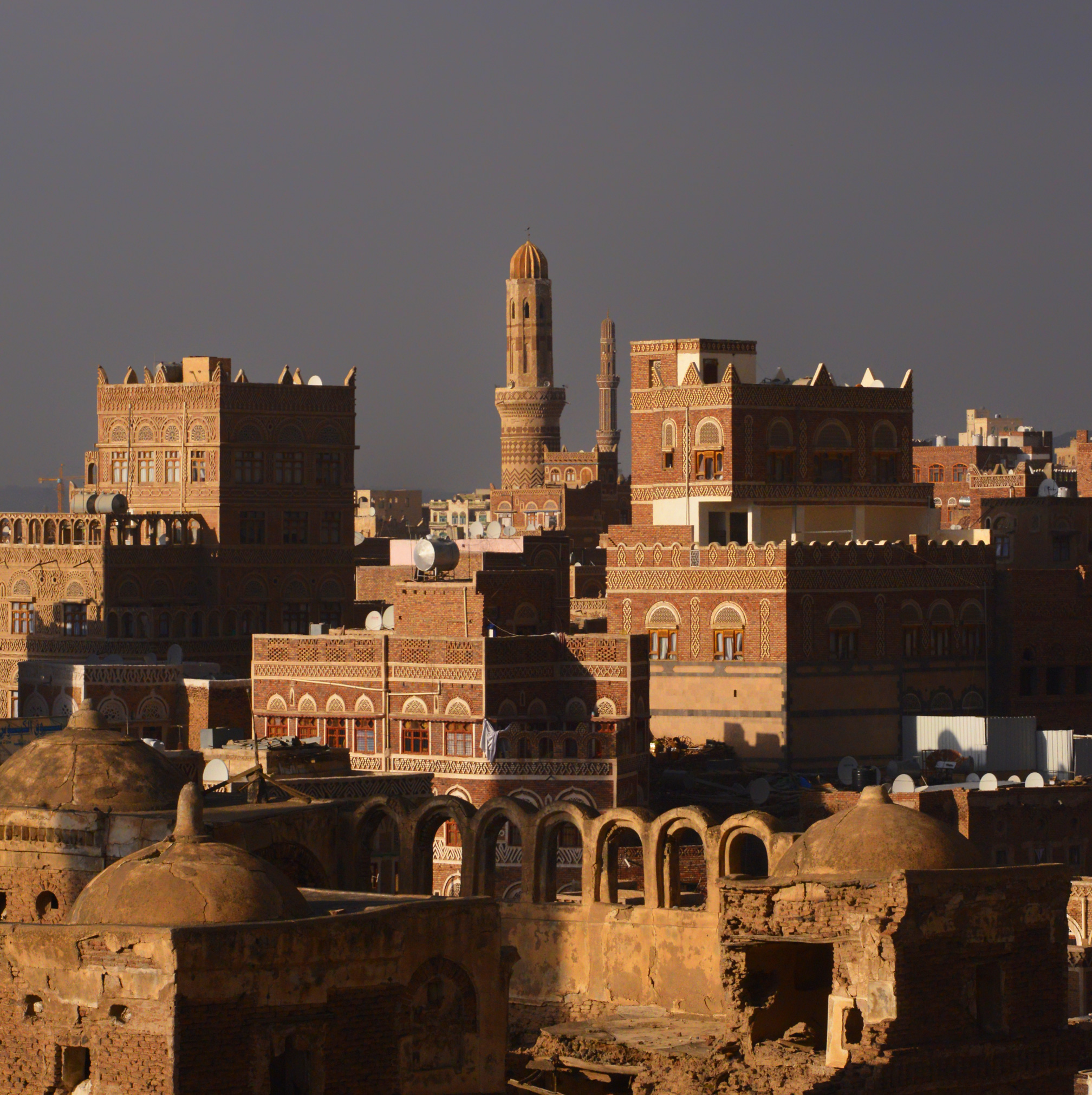
La vieille ville de Sanaa en 2014.

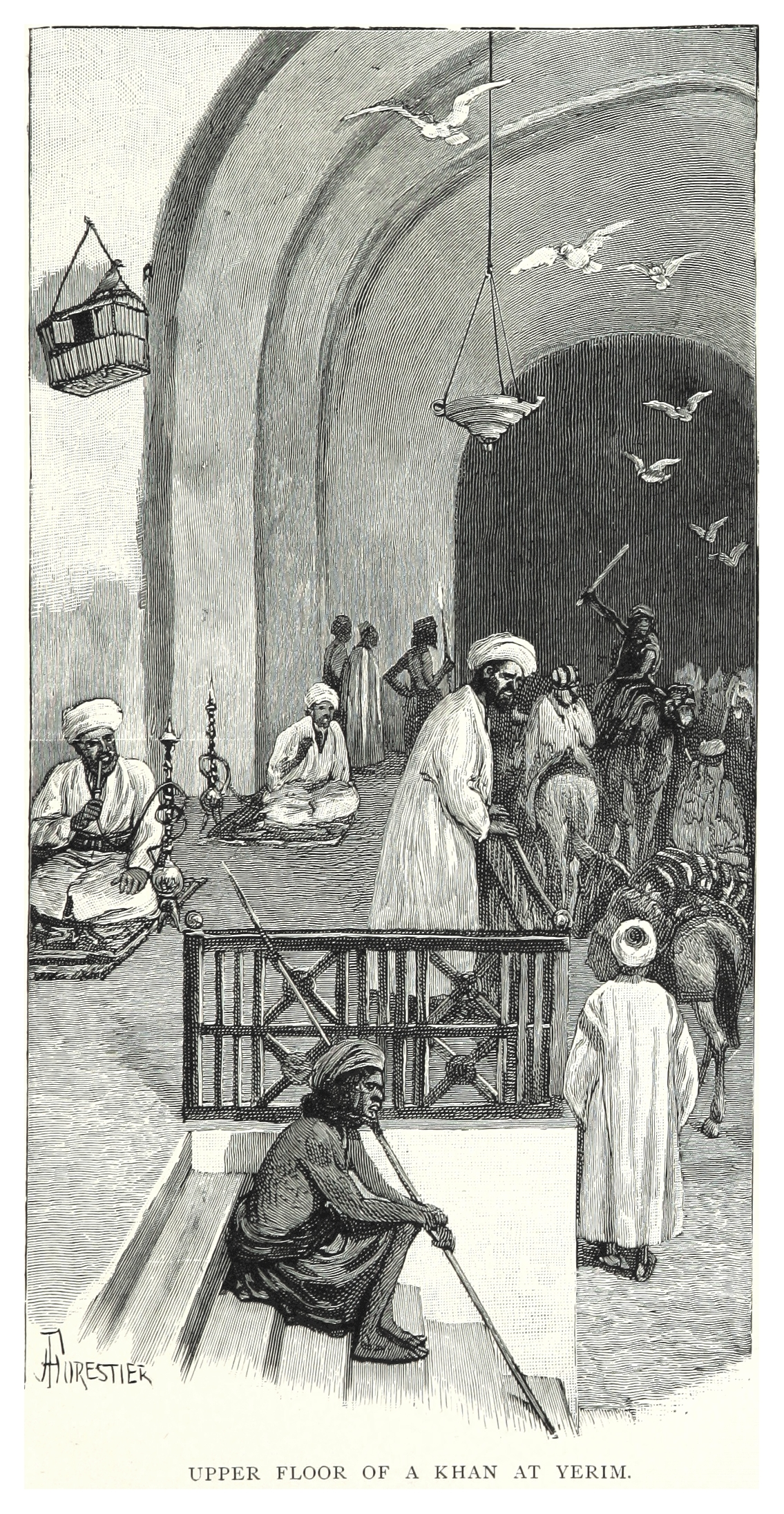
Un caravansérail à Yerim, sur la route entre Ibb et Dhamar, dessin de Walter Burton Harris, 1893.

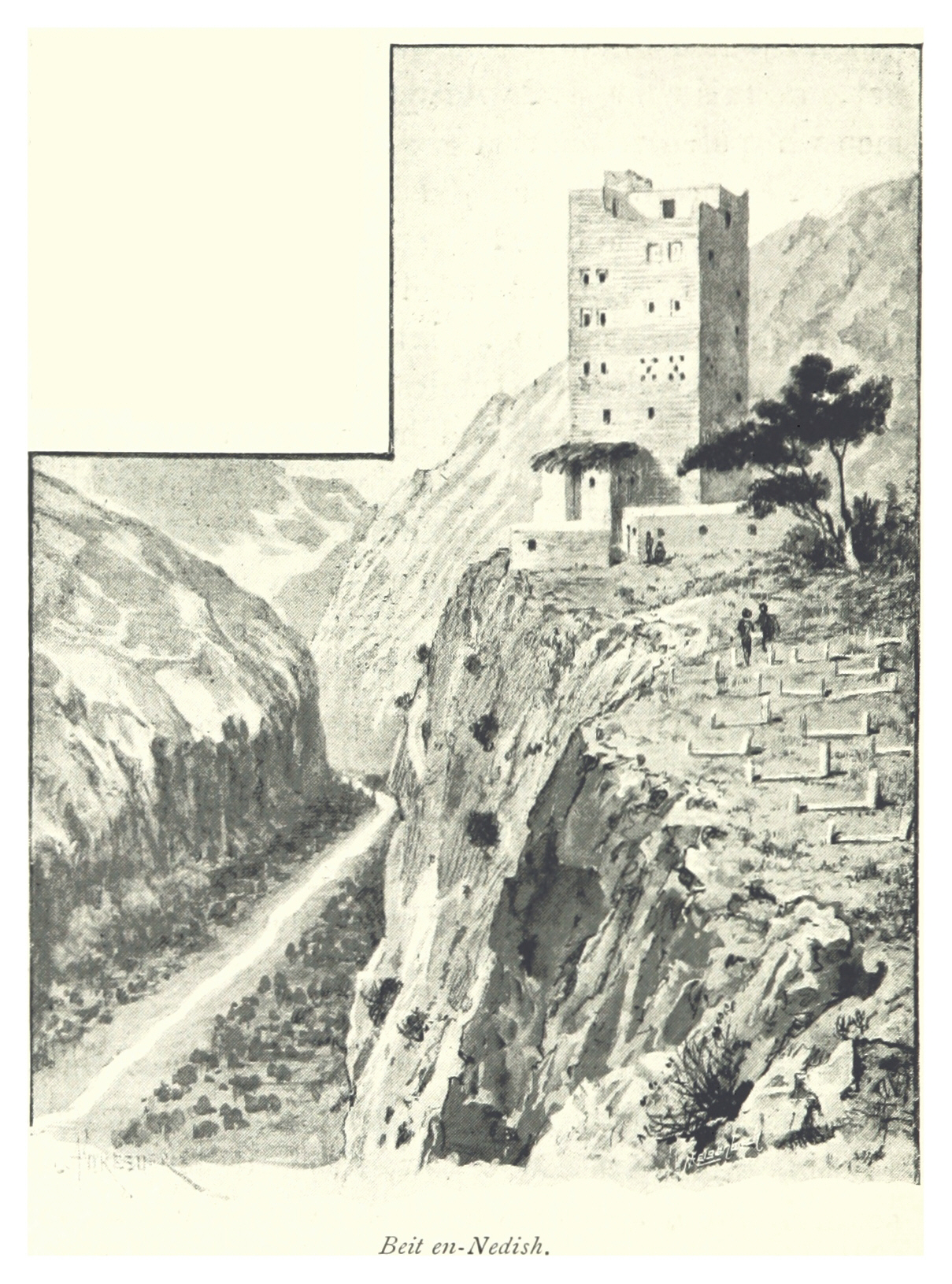
Tour fortifiée de Beit en-Nedish sur la route entre Ibb et Dhamar, dessin de Walter Burton Harris, 1893.

Dans la première moitié du XIXe siècle, l'imam est nominalement vassal de la Porte ottomane bien qu'il se donne sur ses monnaies le titre de commandeur des croyants. Son pouvoir est héréditaire mais il ne peut rendre aucun jugement sans l'accord du tribunal des cadis et s'il tend au despotisme, on le détrône. Il est représenté par des gouverneurs de districts appelés dowla ou, s'ils sont de haute naissance, wali. Le dirigeant d'un petit territoire est appelé cheikh ou, s'il est plus important, émir. L'armée régulière compte 6 000 hommes faiblement encadrés, sans uniforme et presque sans armes à feu, bien qu'il y ait des mousquets fabriqués localement et de qualité médiocre. Le pays n'a pas de marine sauf quelques voiliers.
Un chirurgien britannique qui visite la cour de l'imam Al-Mahdi Abdallah en 1823 le décrit comme un homme mince, de taille moyenne et de peau foncée, richement habillé ; excitable et méfiant, il ne fait confiance qu'à un seul de ses 20 frères, celui né de même mère que lui ; il ne cesse de promouvoir et disgracier ses ministres. La salle du trône est ornée de tentures, coussins de soie et tapis persan ; les appartements privés de l'imam, tenus avec moins de goût, sont encombrés d'orgues, pièces d'horlogerie, harnachements de chevaux, armes et piles de vêtements.
La population du Yémen est estimée à 3 millions d'habitants. Il y a environ 5 000 familles juives, bien implantées dans l'artisanat et qui assurent même la frappe de la monnaie malgré une discrimination sociale persistante. Le revenu de l'État est évalué à 5 millions de francs tirés principalement de la taxe d'exportation du café. Le pays exporte aussi de la myrrhe et de l'encens, et importe des articles métallurgiques et textiles ; il produit de la verrerie à Mokha, du savon à Jibla et des étoffes de qualité médiocre. La côte ouest (Tihama) est sèche et généralement aride mais les hautes terres produisent des récoltes abondantes de blé, orge, millet et café. Cependant, de 1832 à 1836, une sécheresse cause une famine.
Sanaa, bien que peu étendue et occupée en partie par des jardins, passe pour la plus belle ville d'Arabie ; entourée par une enceinte de brique à 7 portes, elle compte 40 000 habitants dont 3 000 Juifs. Ses principaux édifices sont les deux palais habités par l'imam et sa famille, et plusieurs mosquées dont la Grande Mosquée ; elle a aussi plusieurs caravansérails. Les autres villes de l'intérieur sont Dhamar, ville de 5 000 maisons où se trouve l'« université » des Zaïdites avec 500 étudiants, Jibla, ville de 5 000 maisons, Doran, Taez, Menakha, Najran ; sur la côte, Hodeïda (25 000 habitants), Mokha (7 000 habitants), Bait al Faqih, Zabid (7 000 à 10 000 habitants). Le commerce du café, qui avait enrichi Mokha, s'est transféré à Bait al Faqih.
La circulation monétaire, peu importante, est principalement assurée par une pièce d'argent européenne, le thaler de Marie-Thérèse (ou « dollar »), qui restera en usage jusqu'aux années 1960.

### Seconde conquête ottomane
En 1849, les Ottomans débarquent une fois de plus au Yémen. Ils occupent  Hodeïda en avril et Sanaa en juillet, à la demande de l'imam zaïdite qui veut se mettre sous leur protection. Mais ses sujets n'acceptent pas ce qu'ils considèrent comme une trahison : ils se révoltent et obligent les troupes ottomanes à se retirer de Sanaa.
En 1872, des notables de Sanaa, mécontents de ce qu'ils considèrent comme l'incompétence de l'émir zaïdite, demandent aux Ottomans d'intervenir. Le général Ahmed Muhtar Bey dirige les opérations de conquête de l'intérieur. Les rapports d'Ahmed Muhtar, aussi bien que les descriptions de l'administrateur ottoman Ahmed Raşid, auteur d'un Tarih-i Yemen publié en 1875, insistent sur l'état d'anarchie du pays où des chefs de bande, « tyrans et oppresseurs » détestés, pillent et rançonnent les habitants depuis leurs tours fortifiées : ce récit est évidemment destiné à justifier la conquête ottomane. Un témoin yéménite contemporain, l'auteur anonyme du Hawliyat Yamaniya, reprend peu ces allégations sur le brigandage mais note avec regret que l'imam Al-Mutawakkil al-Muhsin (en) n'a pu rassembler que quelques centaines d'hommes pour défendre l'indépendance du pays.

### De l'autonomie à l'indépendance
L'administration ottomane du vilayet du Yémen n'obtient qu'une soumission provisoire. En 1904, un nouvel imam zaïdite, Yahya Mohammed Hamid ed-Din, fils d'Ahmad Mohammed ben Yahya, lance une nouvelle révolte contre les Ottomans. Le soulèvement aboutit à la signature du traité de Daan (en), le 25 octobre 1911, qui reconnaît l'autonomie matérielle et spirituelle de la communauté zaïdite sous la direction de Yahya Mohammed Hamid ed-Din. Entre 1911 et 1914, un jeu d'intrigues complexe oppose Yahya Mohammed, réconcilié avec les Ottomans, à Mohammed Al-Idrissi, émir d'Asir, allié circonstanciel d'un imam zaïdite rival, Duhyânî, qui s'estime défavorisé dans le nouveau partage du pouvoir. Duhyânî et Mohammed Al-Idrissi cherchent l'alliance des Italiens qui cherchent à étendre leur empire colonial pendant la guerre italo-turque de 1911-1912. Les Italiens font le blocus de la côte mais ne voient pas arriver les troupes terrestres promises par Mohammed al-Idrissi ; ils cherchent alors l'alliance de Yahya Mohammed qui préfère demeurer neutre, sa priorité étant de préserver la « sacralité » du territoire zaïdite. Pendant la Guerre balkanique de 1912-1913, la garnison ottomane est presque entièrement transférée sur le front des Balkans et c'est Yahya Mohammed qui se charge de maintenir la souveraineté ottomane face aux ambitions idrissides. Pendant la Première Guerre mondiale en Arabie du Sud, Yahya Mohammed maintient sa neutralité entre les Ottomans et l'Empire britannique tout en consolidant son autonomie : en 1917, il forme un premier gouvernement. En novembre 1918, apprenant la capitulation ottomane, il fait son entrée triomphale à Sanaa et fait reconnaître son autorité dans l'ensemble de la province ottomane malgré l'opposition des Idrissides d'Asir. L'imam Yahya Mohammed prend à son service une partie des anciens militaires ottomans et se fait reconnaître souverain du royaume mutawakkilite du Yémen qui durera jusqu'en 1962.

## Liste des imams du Yémen de 1597 à 1918
- al-Mansur al-Qasim ben Ali 1597–1620
- al-Mu'ayyad Muhammad I 1620–1644 (son fils)
- al-Mutawakkil Isma'il (en) 1644–1676 (son frère)
- al-Mahdi Ahmad bin al-Hasan 1676–1681 (son neveu)
- al-Mu'ayyad Muhammad II 1681–1686 (fils d'al-Mutawakkil Isma'il)
- al-Mahdi Muhammad 1687–1718 (fils d'al-Mahdi Ahmad)
- al-Mansur al-Husayn I bin al-Qasim 1716–1720 (petit-fils d'al-Mu'ayyad Muhammad I)
- al-Mutawakkil al-Qasim bin al-Hasan 1716–1727 (petit-fils d'al-Mahdi Ahmad)
- an-Nasir Muhammad (Zaidi imam) bin Ishaq 1723, mort en 1754 (petit-fils d'al-Mahdi Ahmad)
- al-Mansur al-Husayn II 1727–1748 (fils d'al-Mutawakkil al-Qasim)
- al-Mahdi Abbas 1748–1775 (son fils)
- al-Mansur Ali I 1775–1809 (son fils)
- al-Mutawakkil Ahmad 1809–1816 (son fils)
- al-Mahdi Abdallah 1816–1835 (son fils)
- al-Mansur Ali II 1835–1837, mort en 1871 (son fils)
- an-Nasir Abdallah bin al-Hasan bin Ahmad 1837–1840 (arrière-petit-fils d'al-Mahdi Abbas)
- al-Hadi Muhammad 1840–1844 (fils d'al-Mutawakkil Ahmad)
- al-Mansur Ali II 1844–1845 (2e règne)
- al-Mutawakkil Muhammad bin Yahya 1845–1849 (petit-fils d'al-Mansur Ali I)
- al-Mansur Ali II 1849–1850 (3e règne)
- al-Mansur Ahmad bin Hashim 1849–1853
- al-Mu'ayyad Abbas bin Abd ar-Rahman 1850
- al-Mansur Ali II 1851 (4e règne)
- al-Hadi Ghalib 1851–1852, mort en 1885 (fils d'al-Mutawakkil Muhammad)
- al-Mansur Muhammad bin Abdallah 1853–1890
- al-Mutawakkil al-Muhsin bin Ahmad 1855–1878
- al-Hadi Ghalib 1858–1872 (2e règne)
- al-Mansur al-Husayn III bin Muhammad bin al-Hadi 1859–1863, mort en 1888
- al-Hadi Sharaf ad-Din bin Muhammad bin Abd ar-Rahman 1878–1890
- al-Mansur Muhammad bin Yahya Hamid ad-Din 1890–1904
- al-Mutawakkil Yahya Muhammad Hamid ad-Din 1904–1948 (son fils)

### Sources et bibliographie
- Encyclopædia Britannica, art. "Yemen", 1911
- Mohamed Ahmed, Ottoman Mosques In Sana'a, Yemen Archeological And Architectural Study, Journal of Islamic Architecture 4(3):124, Fayoum University, 2017, DOI 10.18860/jia.v4i3.3533
- C. van Arendonk, Les Débuts de L'imāmat zaidite au Yemen, E.J. Brill, Lyde, 1960
- Faruk Bilici, Le Canal de Suez et l'Empire ottoman, CNRS, 2019
- Robert D. Burrowes, Historical Dictionary of Yemen, 2e éd., The Scarecrow Press, 2010
- Marie Camberlin et Ségolène Samouiller, « Chronologie du Yémen contemporain (1904-1970) », Chroniques yéménites, no 9,‎ 2001 (DOI 10.4000/cy.67, lire en ligne).
- Patrice Chevalier, « Les répercussions de la guerre italo-ottomane sur les forces politiques au Yémen (1911-1914)* », Chroniques yéménites, 13 | 2006
- Jane Hathaway, Karl Barbir, The Arab Lands under Ottoman Rule: 1516-1800, Routledge, 2013
- Tomislav Klaric, « Chronologie du Yémen (1045-1131/1635-1719) », Chroniques yéménites, 9 | 2001,
- Conrad Malte-Brun et Eugène Cortambert, Géographie universelle de Malte-Brun, revue, complétée…, vol. 2, Paris, 1856 (lire en ligne).
- (en) Bruce Masters, The Arabs of the Ottoman Empire, 1516-1918: A Social and Cultural History, Cambridge University, 2013 (lire en ligne).
- James Stuart Olson, Robert Shadle, Historical Dictionary of the British Empire - A-J, Greenwood Press, Westport (Connecticut), 1996, art. "Aden"
- (en) Robert Lambert Playfair, A History of Arabia Felix Or Yemen, from the Commencement of the Christian Era to the Present Time, Bombay, 1859 (lire en ligne).
- André Raymond, « Le café du Yémen et l'Egypte (XVIIe – XVIIIe siècles) », Arabian Humanities, no 3,‎ 1995 (lire en ligne).
- Michel Tuchscherer, « Chronologie du Yémen (1506-1635) », Chroniques yéménites, no 8,‎ 2000 (lire en ligne).
- Yosef Yuval Tobi, Juifs et musulmans au Yémen: De l'avènement de l'islam à nos jours, Tallandier, coll. « Histoire partagée », 2019 (lire en ligne).
- Abdul Yaccob, "Yemeni opposition to Ottoman rule: an overview". Proceedings of the Seminar for Arabian Studies, vol. 42, p. 411–419, 2012